# Luisa de Stolberg-Gedern (1764-1834)
Luisa de Stolberg-Gedern (en alemán, Luise zu Stolberg-Gedern; Gedern, 13 de octubre de 1764-Carlsruhe, 24 de mayo de 1834) fue una noble alemana miembro de la Casa de Stolberg por nacimiento, y por sus dos matrimonios duquesa de Sajonia-Meiningen y de Wurtemberg.
Nacida en Gedern, era el segundo vástago del príncipe Cristián Carlos de Stolberg-Gedern y de su esposa, la condesa Leonor de Reuss-Lobenstein. Nació tres meses después de la muerte de su padre, el 21 de julio de 1764.

## Matrimonios y descendencia
En Gedern el 5 de junio de 1780, Luisa contrajo matrimonio por primera vez con el duque Carlos Guillermo de Sajonia-Meiningen. Esta unión sin hijos duró solo dos años hasta la muerte de Carlos Guillermo el 21 de julio de 1782.
Cinco años más tarde, el 21 de enero de 1787, en Meiningen, Luisa contrajo matrimonio por segunda vez con el duque Eugenio, el tercer hijo del duque Federico II Eugenio de Wurtemberg y hermano del rey Federico I de Wurtemberg. Tuvieron cinco hijos:
- Federico Eugenio Carlos Pablo Luis (Oels, 18 de enero de 1788-Carlsruhe, 16 de septiembre de 1857), desposó en 1817 a la princesa Matilde de Waldeck-Pyrmont, con descendencia; desposó por segunda vez en 1827 a la princesa Elena de Hohenlohe-Langenburg, con descendencia.
- Federica Sofía Dorotea María Luisa (Oels, 4 de junio de 1789-Slawentzitz, 26 de junio de 1851), desposó en 1811 al príncipe Federico Augusto Carlos de Hohenlohe-Oehringen; con descendencia.
- Federico Carlos Jorge Fernando (Oels, 15 de junio de 1790-ibidem, 25 de diciembre de 1795).
- Carlos Federico Enrique (Oels, 13 de diciembre de 1792-Carlsruhe, 28 de noviembre de 1797).
- Federico Pablo Guillermo (Carlsruhe, 25 de junio de 1797-Mergentheim, 25 de noviembre de 1860), desposó en 1827 a la princesa María Sofía de Thurn y Taxis; con descendencia.

Luisa murió en Carlsruhe (ahora Pokój), Silesia, a los sesenta y nueve años de edad, sobreviviendo a su segundo marido y a dos de sus hijos.